# Fülöpszállás
Fülöpszállás là một thị trấn thuộc hạt Bács-Kiskun, Hungary. Thị trấn này có diện tích 91,32 km², dân số năm 2010 là 2328 người, mật độ 25 người/km².